# Adrien Paviot
Adrien Paviot est un journaliste sportif, designer et pilote automobile français né à Tours le 9 février 1985.
Il est le commentateur de 2018 à 2020 des Grands Prix de Formule 1 diffusés sur la chaîne de télévision française TF1 aux côtés de l'ancien pilote de Formule 1 et actuel pilote de Formule E Jean-Éric Vergne.

## Biographie

### Origine et famille
Adrien Paviot est né à Tours, préfecture de l'Indre-et-Loire, le 9 février 1985.
Il grandit au contact de l’automobile, sa mère est directrice d'une concession automobile alors que son père est importateur de voitures et ancien pilote en rallye régional.

### Parcours en karting et en sport automobile
À 11 ans, il débute ainsi en karting, la première année au sein d'une petite école associative, puis avec son propre kart. Il déclare à ce propos qu'« on avait mis le doigt dans l'engrenage, c'était fini ».
À l'âge de 13 ans, il débute en ligue régionale, puis atteint en 1999 les championnats de France de karting. L'année suivante, il rejoint les championnats d'Europe. Il fréquente ainsi les futurs champions du monde de F1 Lewis Hamilton, Nico Rosberg et Sebastian Vettel, avec qui il joue aussi au football entre les courses.
En 2002, il débute en sport automobile avec cinq courses en championnat de France de Supertourisme. L'année suivante, il s'engage en Formule France avec à la clé deux podiums tout en faisant une pige en Porsche Carrera Cup France.
Toujours en Formule France, il est sacré champion de France en 2004 en Coupe de France FFSA après avoir remporté six courses et être monté à dix reprises sur le podium,. Également, il retrouve le temps de deux courses le championnat de France de Supertourisme, avec deux podiums à la clé.
Fort de ce titre de champion, il rejoint l'année suivante le Championnat de France Formula Renault 2.0 au sein de l'équipe Pole Services. Alors que c'est Romain Grosjean qui est sacré champion, il ne parvient à inscrire que deux points.
Adrien Paviot revient à la compétition en 2016. Il dispute sa première course de Nascar Whelen Euro Series en 2018 sur le Tours Speedway, après avoir réalisé plusieurs tests en Caroline du Nord au volant d'une Late Model.

### Études et débuts en activité de design de casque
Il décide en 2006 de mettre entre parenthèses sa carrière en sport automobile pour se concentrer sur ses études dans les médias. Il suit ainsi une formation en journalisme et communication à Nice. Afin de financer ses études, il entreprend aussi de dessiner quelques casques et, ses œuvres commençant à être remarquées, décide de développer  son activité de design.

### Carrière de commentateur et de designer

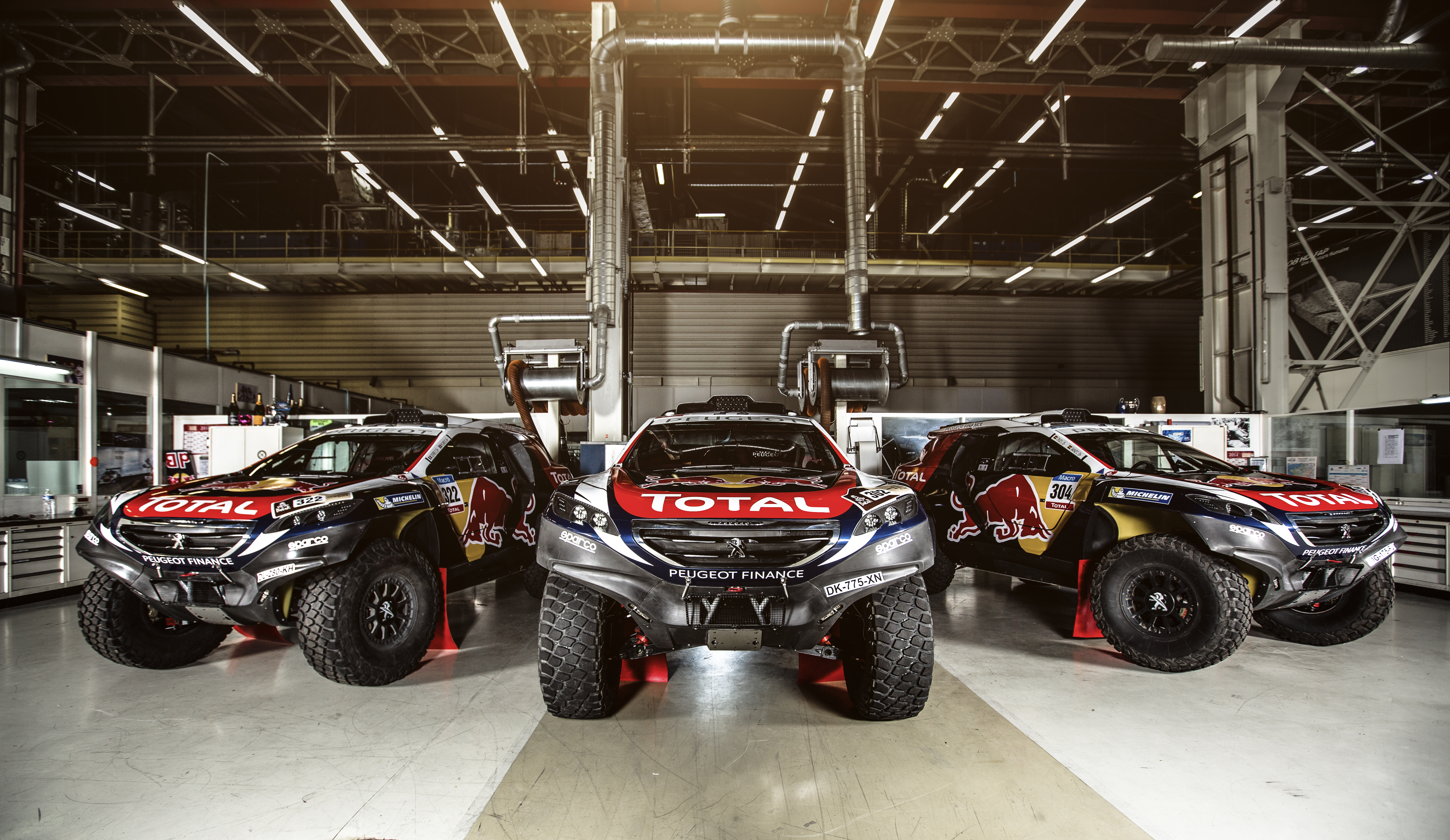
Peugeot 2008 DKR décorés par Adrien Paviot en vue du Dakar 2014.

En réalisant les décorations des casques de Romain Grosjean, il fait la connaissance de l'épouse du pilote Marion Jollès, qui le présente par la suite à Philippe Chereau, commentateur de la Nascar sur AB Moteurs. L'essai est concluant et il démarre ainsi sur cette discipline, avant de rejoindre  Motors TV un an plus tard.
Adrien Paviot rejoint ensuite Eurosport. Engagé aux commentaires dans le domaine des sports mécaniques, il postule aussi pour d'autres disciplines afin d'élargir sa palette. Ainsi, durant, deux ans, on lui laisse le soin de présenter le ski freestyle et le snowboard. Il laisse ensuite la place aux journalistes titulaires de la chaîne et se recentre sur le sport automobile. Il commente alors le championnat du monde d'endurance, le WTCR ou encore la Formule E.
Il ne délaisse pas pour autant son activité de design de casque. Ainsi, en 2018, sa société s'occupe de la décoration des casques des pilotes de Formule 1 Romain Grosjean, Pierre Gasly, Charles Leclerc et Kevin Magnussen mais aussi de ceux des champions du monde WRC Sébastien Loeb et Sébastien Ogier,. Il a dessiné aussi des casques pour Cristiano Ronaldo et Neymar lors d'opérations de sponsors. Il stylise également des voitures, à l'instar des voitures de Loeb, mais aussi les Peugeot qui ont remporté le Rallye Dakar ou encore des GT, ainsi que des avions. Par exemple, 5 des 18 avions de la manche cannoise du championnat du monde Red Bull de course aérienne ont été désignés par Adrien Paviot.
Le 13 avril 2018, il est annoncé qu'Adrien est recruté par TF1 pour commenter les quatre Grands Prix de la saison 2018 de F1 diffusés par la chaine,. Il a été choisi à l'issue d'une audition réunissant une dizaine de candidats lancé dès 2017 à la suite de l'achat de TF1 avec Formula One Management des droits de retransmission de quatre Grands Prix du championnat du monde de Formule 1 pour les saisons de 2018 à 2020,. Il est accompagné par Jean-Éric Vergne, ancien pilote de Formule 1 et sacré champion de la saison 2017-2018 de Formule E.
En 2022, il rejoint l'équipe Formule E de La chaîne L'Équipe aux côtés du commentateur Peter Anderson, du consultant Paul Petit et de la journaliste Mylène Dorange, envoyée spéciale sur les circuits.